# Escuela Técnica Superior de Ingeniería de Telecomunicación (Universidad de Málaga)
La Escuela Técnica Superior de Ingeniería Telecomunicación (ETSIT) es un centro de la Universidad de Málaga (UMA) que oferta títulos de Grado del ámbito de la Ingeniería de Telecomunicación. Tiene sede en el Complejo Tecnológico de la Universidad de Málaga, sito en el Campus Universitario de Teatinos en la ciudad de Málaga, España.

## Historia
La creación de la Escuela Técnica Superior de Ingeniería de Telecomunicación (ETSIT) de la Universidad de Málaga se recoge en el R.D. 145/1988 de 23 de marzo de 1988, siendo rector de la misma D.José María Martín Delgado. 
La concentración de industrias relacionadas con el sector de la Electrónica y las Telecomunicaciones en Málaga fue clave como impulso para la constitución de la ETSIT, ya que ciertas empresas como Secoinsa, Citesa y Siemens estaban instaladas en la capital malagueña con anterioridad a la década de los 80 y permitían aportar el número de profesores suficientes para impartir la docencia asociada a estos nuevos estudios.
No fue hasta octubre de 1991 cuando se constituyó la primera Junta de Escuela, en la que se proclamó el primer Director electo, D. Carlos Camacho Peñalosa, quien ejerció su mandato durante 3 años. Fue en 1994 cuando, en Junta de Escuela, fue elegido como su sustituto D. Antonio Puerta Notario, quién desarrolló dicha función durante más de 17 años, hasta mayo de 2012.
Durante su mandato se produce uno de los hechos más relevantes de la Escuela, y es que en sus inicios, la ETSIT no disponía de edificio propio, por lo que se instaló en el antiguo edificio de la Escuela Universitaria Politécnica, pero en 1995 se inaugura el nuevo edificio diseñado por el arquitecto  José Antonio Corrales.  , en el que actualmente continúa, y comparte instalaciones con la Escuela Técnica Superior de Ingeniería Informática (ETSII).
En 2012 fue elegido como D. Fabián Arrebola Pérez como nuevo director cuyo mandato se alargó durante 8 años, hasta diciembre de 2020, quedando en funciones hasta el 25 de marzo de 2021, día en el que prometió su cargo D. Rafael Godoy Rubio como nuevo director de la ETSIT en una acto presidido por el Sr. Rector Magnífico D. José Ángel Narváez, manteniendo su cargo actualmente.
A día de hoy son más de 2500 egresados de la ETSIT de Málaga ocupando, en muchos casos, cargos de gran relevancia en instituciones y empresas en el ámbito nacional e internacional.

## Titulaciones
La escuela imparte varios títulos de grado adaptados al EEES del ámbito de la Ingeniería de Telecomunicación: cuatro grados, cada uno centrado en una de las especialidades tradicionales del plan de Telecomunicaciones en España —Sistemas de Telecomunicación, Sistemas Electrónicos, Sonido e Imagen y Telemática—, que habilitan para el ejercicio de la profesión regulada de Ingeniero Técnico de Telecomunicación; así como un quinto grado, el de Tecnologías de Telecomunicación, de carácter generalista en el ámbito de las Telecomunicaciones, pero que no habilita al egresado para ejercer la profesión regulada.
Todos ellos, sin embargo, sí que dan acceso al Máster en Ingeniería de Telecomunicación, que habilita para ejercer la profesión homónima en toda España.
En lo relativo a los programas de posgrado, además del máster con atribuciones profesionales que habilita para el ejercicio de la profesión de Ingeniero de Telecomunicación, el catálogo se completa con tres másteres semipresenciales de orientación profesional.

## Listado de Directores
| Legislatura       | Nombre                     |
| ----------------- | -------------------------- |
| 1991 - 1994       | D. Carlos Camacho Peñalosa |
| 1994 - 2012       | D. Antonio Puerta Notario  |
| 2012 - 2020       | D. Fabián Arrebola Pérez   |
| 2021 - Actualidad | D. Rafael Godoy Rubio      |